# Haväng

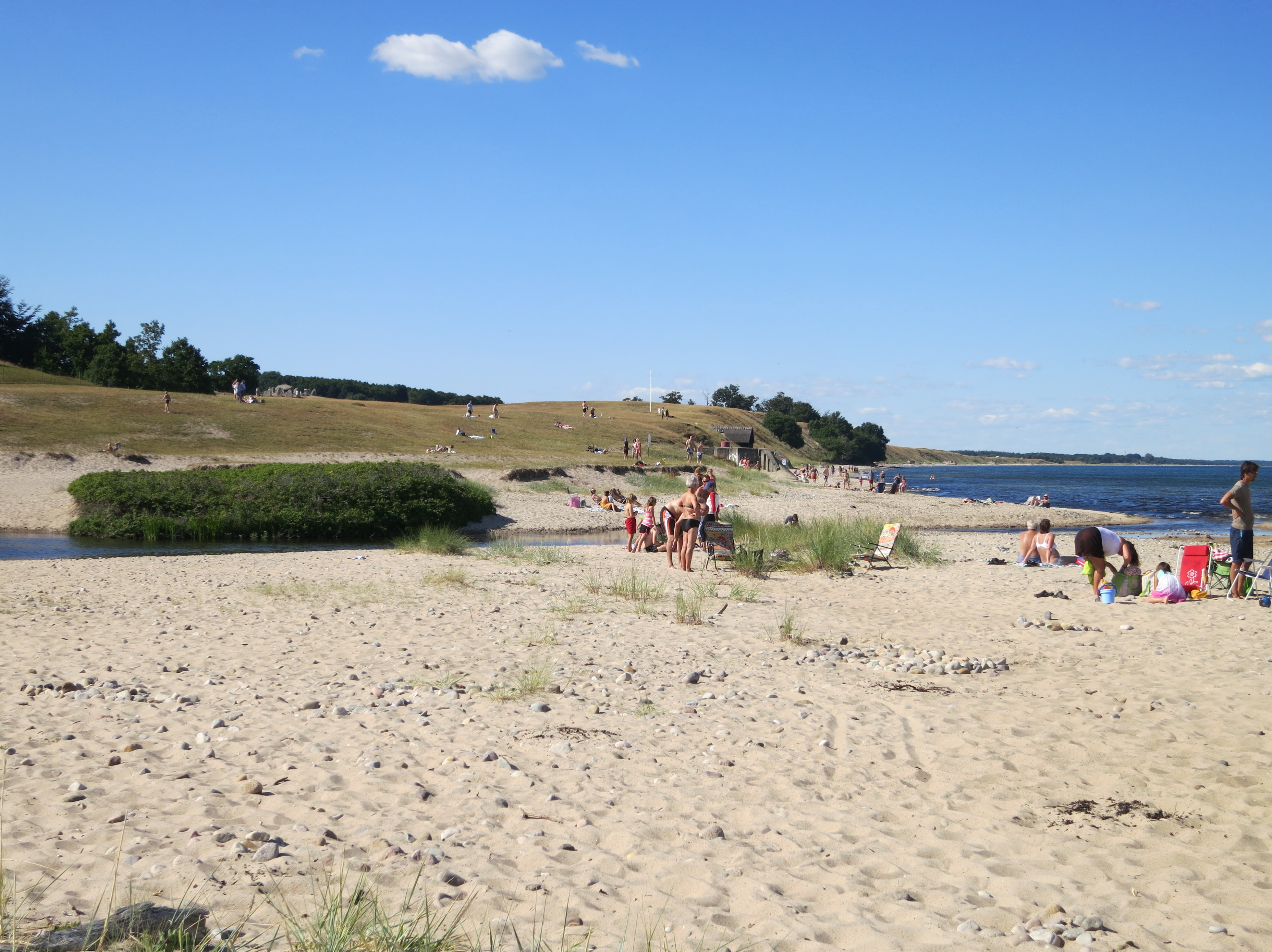
Stranden vid Haväng

Haväng är ett välkänt utflyktsmål på Skånes ostkust. På grund av sitt läge vid Hanöbuktens södra del, alldeles norr om Stenshuvud och i närheten till Brösarps backar, är Haväng ett populärt utflyktsmål för Österlen-turister. Haväng ligger i naturreservatet Haväng och Vitemölla strandbackar. Ett naturreservat som kännetecknas av ett närmast hedliknande landskap med ovanlig sandstäppsvegetation och med rik flora och fauna.
Vid Haväng ligger Havängsdösen och ett par kilometer söder om Haväng ligger Vitemölla och Kivik. Från stranden vid Verkeåns mynning och över två kilometer ut i havet, finns på havsbottnen välbevarade rester av en tallskog från äldre stenålder. Resterna består bland annat av stubbar och fallna stammar, varav de äldsta daterats med C14-metoden till en ålder av 10 900 år. I samma område finns tjocka lager av gyttja som under äldre stenåldern avsattes i Verkeåns forntida översvämmade dalgång. I gyttjelagren har arkeologer påträffat fiskeanläggningar av hassel som är över 9000 år gamla, vilket gör dem till de äldsta kända i världen. Förutom om de fasta fiskeredskapen har även utkastlager från boplatser påträffats. De äldsta arkeologiska fynden är omkring 10 600 år gamla.      
Ute vid havet, vid Verkeåns mynning, låg en hamn som användes ända in på 1600-talet. Vid lågvatten syns de rader av pålar och stensättningar som fungerade som vågbrytare. Här vilar Havängsdösen, en gravkammare från yngre stenåldern som byggdes för cirka 5 500 år sedan. Länge låg dösen gömd under sanden men 1843 kom en storm och blåste bort sanden som gömt graven under så lång tid.